# ريدجي هانسون
ريغي هانسون (بالإنجليزية: Reggie Hanson)‏
لاعب محترف سابق لفريق بوسطن سلتكس للرابطة الوطنية لكرة السلة في الولايات المتحدة.
ولد في السادس من أكتوبر/تشرين الأول من عام 1968 في شارلوت بولاية نورث كارولينا.
و تخرج من المدرسة الثانوية في مقاطعة بولاسكيو كنتاكي.
كما أنه المدرب المساعد لفريق كرة السلة للرجال «ساوث فلوريدا بولز».
و قد ظهر مع فريق سلتك في 8 مباريات وسجل 6 نقاط في 26 دقيقة، وأبرم عقدان مع فريق سلتك، مدة كل منهم عشرة أيام.
كما أنه احترف في اليابان، ولعب على نطاق الكليات مع فريق «كنتاكي وايلد كاتس».

## روابط خارجية
- ريدجي هانسون على موقع إن بي أي (الإنجليزية)
- ريدجي هانسون على موقع سبورتس رفرنس (الإنجليزية)
- ريدجي هانسون على موقع كلية كرة السلة في سبورتس رفرنس.كوم (الإنجليزية)
- ريدجي هانسون على موقع ريلجم (الإنجليزية)
- ريدجي هانسون على موقع بروبوليرز (الإنجليزية)